# Malcolm in the Middle
Malcolm in the Middle (bra: Malcolm; prt: A Vida é Injusta) é uma série de televisão norte-americana de comédia exibida pelo canal Fox. A série foi ao ar pela primeira vez em 9 de janeiro de 2000 e chegou ao fim em 14 de maio de 2006, após 151 episódios, divididos em sete temporadas. O programa foi um sucesso de crítica e público e ganhou nove prêmios Emmy, um Grammy Award, e teve sete indicações ao Globo de Ouro.
No Brasil, a série foi exibida pelo canal pago Fox Brasil, com legendas em português. Começou a ser exibida pela Record no início de 2004, com dublagem, sendo exibida até o final de 2006, porém não teve uma exibição completa, sendo exibida até a sua segunda temporada. Em 2010, retornou através da Rede Bandeirantes, permanecendo um tempo no ar e saindo novamente sem uma exibição completa. A dublagem brasileira foi realizada pelo estúdio Marshmallow(1° dublagem),Dublavídeo(2° dublagem) e pela BluebirdRMP(3° dublagem).

## Enredo
A série conta a história de Malcom, um pré-adolescente com QI de gênio tentando sobreviver em uma família grande e disfuncional. Ele tem três irmãos: Francis, o irmão mais velho, que foi mandado para uma escola militar; Reese, um valentão, e o caçula Dewe. Para além disso, os pais de Malcolm, Hal e Lois, não são nem um pouco convencionais.
No início da série, Malcolm é mandado para uma classe de ensino avançado, e vários episódios giram em torno da tentativa de Malcolm em conciliar seu QI de gênio com o desejo de levar um vida social "normal".

## Elenco e personagens

### Principais
- Frankie Muniz como Malcolm

Malcolm tem um Q.I acima da média e por isso, é colocado em uma classe para alunos superdotados (ou Krelboynes como são conhecidos na escola). Sua inteligência, bem como os sentimentos de não se encaixar por causa disso, são as principais causas da maioria dos problemas que ele enfrenta. Como o título sugere, Malcolm é o filho do meio da família. Seu melhor amigo é Stevie, um colega Krelboyne, cadeirante e com um problema respiratório. No episódio "Stock Car Races", da primeira temporada, Hal revela que o nome "Malcolm" é uma homenagem a um piloto de Stock Car que Hal admira muito.
- Jane Kaczmarek como Lois

Lois é a mãe cabeça quente de Francis, Reese, Malcolm, Dewey e Jamie, e esposa de Hal. Ela tem formas nada convencionais de disciplinar seus filhos. A sua mãe é ainda viva, para desgosto da família. Lois ajuda no sustento da família trabalhando no supermercado, Lucky Aide, onde também trabalha seu colega Craig Feldspar, um homem com poucas habilidades sociais que é apaixonado por ela, mesmo ela deixando claro que ele não tem nenhuma chance. Ela é vista por seus filhos como uma figura tirânica, uma maníaca por controle, mas o seu comportamento vem de seu amor por eles, e o desejo de vê-los bem sucedidos. 
- Bryan Cranston como Hal

Hal é marido de Lois, e um pai, um tanto infantil, mas cuida muito bem de sua família. Ele leva mais jeito com os meninos do que a Lois, mas ainda pode entregar a disciplina quando necessário. Hal parece constantemente à beira de algum tipo de avaria, quando as coisas começam a ficar complicadas, muitas vezes ele uiva com um lobo, lamentando seu estado de pânico e frustração.
- Justin Berfield como Reese

Reese é o segundo mais velho, e o mais bobo da família. Isso porque quando era mais novo aprendeu a se livrar dos problemas desligando seu cérebro ou cantando mentalmente uma música. Ele é também o mais destrutivo dos irmãos e certamente o que causa os maiores problemas. Ao longo da série, ele é mostrado como um valentão, tirando muito sarro da desgraça dos outros e distribuindo agressões a seus colegas na escola e seus irmãos mais novos. Ele é um excelente cozinheiro e adora cozinhar, por isso o impedimento de usar a cozinha se tornou o único castigo eficaz de seus pais para ele.
- Erik Per Sullivan como Dewey

Dewey é o irmão mais novo de Malcolm (e mais velho que Jamie). Dewey é muito inteligente, e capaz de enganar e manipular seus irmãos, que adoram bater nele. Ele tem um grande talento para tocar piano. Na quinta temporada, Dewey seguiria os passos de Malcom indo para a classe de superdotados, se Malcolm não tivesse feito com que Reese fizesse seus testes, o que acidentalmente levou Dewey para a classe "especial", cheia de crianças consideradas "casos perdidos". Desde então, Dewey vira uma espécie de líder e motivador da classe, mostrando que todos eles são tão capazes quanto os outros. 
- Christopher Masterson como Francis

Francis é o irmão mais velho. Devido ao seu comportamento ruim, ele é enviado para uma escola militar comandada pelo estrito Comandante Spangler. Francis permanece na escola até a meio da terceira temporada, quando ele se emancipa legalmente com a ajuda de um advogado inescrupuloso, e viaja para o Alasca com o Eric, para trabalhar em um campo como lenhador, mas acaba sendo explorado. Lá ele conhece e se casa com Piama, sem os pais saberem. Quando o campo fecha ele se muda para um hotel-fazenda temático de faroeste no Oeste dos Estados Unidos, chamado de Gruta, dirigido pelo gentil, porém excêntrico alemão Otto Mannkusser e sua esposa Gretchen. Francis se torna um adulto responsável com o passar do tempo. 
- James e Lukas Rodriguez como Jamie

Jamie é o caçula da família. Apesar de novo, ele já está demonstrado alguns dos hábitos de seus irmãos mais velhos, tais como bagunça, roubo, mal-criação com sua mãe (suas primeiras palavras são "Shut Up" (Cale a Boca), dirigidas a Lois). Jamie foi introduzido na série para coincidir com a gravidez da atriz Jane Kaczmarek.

### Recorrentes
- Craig Lamar Traylor como Stevie Kenarban

É o melhor amigo de Malcolm desde a infância, que também está na classe Krelboyne. Stevie é cadeirante e tem dificuldade em respirar, é revelado na 5ª temporada que ele tem apenas um pulmão. Ele é socialmente desajeitado e tem dificuldade em fazer amigos.
- David Anthony Higgins como Craig Feldspar

É o colega de trabalho de Lois no mercado Lucky Aide Drugstore. Ele tem uma paixão secreta por Lois, é muito geek, e pode ser bastante egoísta no momento que recebe algum tipo de poder. Craig também tem um relacionamento inexistente com seu pai distante, que é totalmente obcecado com seu peso.
- Emy Coligado como Piama Tananahaakna

Esposa de Francis e uma nativa do Alasca. Ela é uma boa esposa e sempre ajuda Francis a resolver situações problemáticas. Piama tem o mesmo tipo de personalidade impetuosa e incansável que a mãe de Francis, Lois, que inicialmente não gosta de Piama, até que uma desastrosa reunião de família a fez perceber o quão injusta ela foi com sua nora.
- Eric Nenninger como Eric Hanson

Amigo um tanto ingênuo de Francis, da escola militar. É ele que leva Francis para o Alasca. Quando o campo fecha Eric é deixado na estrada para pedir carona de volta para casa, possivelmente como vingança de Francis.
- Karim Prince como Cadete Stanley

Aluno da Marlin Academy, melhor amigo e guarda-costas informal de Francis durante a primeira temporada.
- Daniel von Bargen como Comandante Edwin Spangler

Chefe da Academia Marlin. Ele não tem o olho direito, a mão esquerda e o dedo anelar da mão direita, que ele perdeu na guerra. Ele inferniza a vida de todos os estudantes e despreza Francis por ser indisciplinado e ser o único a enfrentar ele. No final, ele perde a outra mão para Francis acenando um sabre e depois é demitido da Academia Marlin. Ele também vai para o Alasca, e Francis consegue um emprego para ele em uma casa de repouso, o que lhe dá poder para intimidar os idosos.
- Cloris Leachman como Vovó Ida

Mãe de Lois e avó dos meninos. Ida tem um interesse comum com Francis: ambos desprezam Lois. Ela é interesseira e geralmente não gosta da família, exceto Reese, a quem ela claramente favorece. Ela perdeu a perna salvando Dewey de ser atropelada por um caminhão, uma de suas poucas boas ações registradas. Uma vez ela tentou processar Lois, sua própria filha, por escorregar em uma folha no caminho da casa de Lois e ficar temporariamente machucada. Ida favorece sua outra filha Susan, e adora jogar na cara de Lois como ela é mais graciosa e talentosa.
- Gary Anthony Williams como Abe Kenarban

Pai super protetor do Stevie e melhor amigo de Hal.
- Kenneth Mars como Otto Mannkusser

Dono do rancho em que Francis trabalha depois de deixar o Alasca. Ele é descendente de alemães e é uma pessoa ingênua e bondosa. Francis tenta proteger Otto de ser enganado pelas pessoas e ajuda ele a se reconciliar com seu filho distante, Rutger. Ele é casado com Gretchen.
- Meagen Fay como Gretchen Mannkusser

Esposa de Otto que ajuda no rancho. Ela é tão bondosa e ingênua quanto o seu marido.
- Hayden Panettiere como Jessica

Uma garota contratada para tomar conta de Reese, Malcolm e Dewey, que mais tarde acaba vivendo em seu sofá temporariamente depois que seu pai é preso. Jessica é mostrada como uma garota muito manipuladora, uma vez mostrando a Malcolm como manipular emocionalmente a Lois. Ela era conhecida por fazer truques com Reese e Malcolm. Apesar disso, Jessica tem uma queda por Malcolm e mostra ser uma amiga leal.
- Tania Raymonde como Cynthia

Uma garota dos "Krelboyne" que era feia e tinha uma queda por Malcolm. Ela vai para a Europa e volta bonita.
- Julie Hagerty como Polly

A babá de Jamie, que é extravagantemente aberta sobre seus problemas pessoais e condições médicas. Em um episódio revelado, ela tem um ex-namorado sádico e ameaçador chamado Danny, que aparece apenas uma vez no programa. Eles acabam se reconciliando e voltando.

## Produção

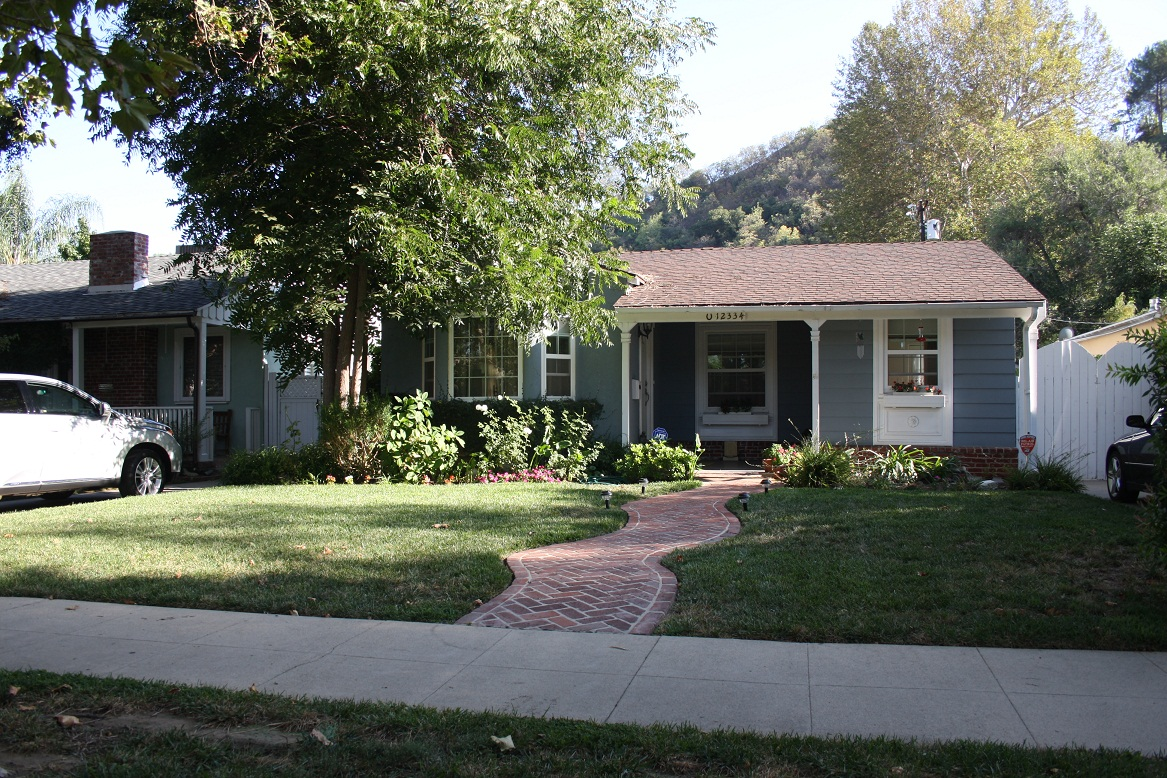
Fachada da casa em Los Angeles.

As filmagens foram, em sua maioria, realizadas no FOX Studios. As cenas da escola foram gravadas na "Walter Reed Middle School" em Los Angeles. A casa usada para cenas externas é de propriedade privada, e está situada em Century City, Los Angeles na Califórnia, o endereço é Cantura Street, número 12 334, e pode ser visto no Google Street View.
O último episódio da primeira temporada foi filmado em um parque aquático chamado "Wild Rivers", localizado em Irvine, na Califórnia. Os jogos de beisebol e softbol eram sempre filmados em um parque no bairro de Sherman Oaks, em Los Angeles.
A produção foi realizada pela Satin City,de Linwood Boomer e Regency Television,e co-produzido pela FOX.

## Informações
- O programa foi filmado inteiramente em película, ao invés de videoteipe.
- Nos episódios, Malcolm quebra a "quarta parede" e fala diretamente com o espectador.
- A história desenvolvida antes da abertura de cada episódio não está relacionado com a história principal, com exceções para os episódios com duas ou mais partes.
- A abertura é uma colagem de clipes, filmes, programas de televisão e cenas da série.
- A música "Better Days" da banda "Citizen King" toca no final do episódio piloto, e no final do último episódio da série.
- Até hoje a primeira temporada de "Malcolm in the Middle" foi única lançada em DVD nos Estados Unidos.
- Em 2013 a "Fabulous Films" lançou a série completa em DVD no Reino Unido, dividia em sete volumes, e está intacta, do jeito que foi originalmente exibida sem cortes e com as músicas originais. O DVD's também foram lançados na Austrália em setembro de 2013. Um box de edição de colecionador com a série completa foi lançado em 2014, e inclui uma camiseta de brinde, foi vendido apenas na Austrália.

- O Sobrenome da Família

O sobrenome da família foi falado apenas duas vezes na série. A primeira foi no episódio piloto, onde Francis usa um crachá com nome "Wilkerson" em seu uniforme de trabalho (que pode ser melhor visto na cena em que ele está falando com sua família no telefone). A segunda vez foi no final da série quando Malcolm faz o seu discurso de formatura. Nos créditos da primeira temporada do DVD também está escrito que o sobrenome da família era Wilkerson. No episódio da formatura pouco antes de Malcolm fazer o seu discurso, Francis deixa cair seu crachá no chão e ele mostra o seu nome completo como "Francis Nolastname", que pode ser o seu sobrenome de solteira. 

## Trilha sonora
Uma trilha sonora oficial foi lançado em 6 de fevereiro de 2001 pela gravadora Restless Records.
A canção tema da série "Boss of Me", foi escrita e gravada pelo grupo de rock alternativo They Might Be Giants. A música ganhou um Grammy Awards de "Melhor Canção Escrita para um Filme, Televisão ou Outra Mídia Visual" em 2002. A banda também produziu quase toda a trilha incidental para o programa nas duas primeiras temporadas.

## Audiência
A série estrou na programação da midseason (de Janeiro a Maio) da Fox em 2000, com 22.4 milhões de espectadores no episódio de estréia, e 23.3 milhões no segundo episódio. Durante as três primeiras temporadas a série obteve um ótimo desempenho, se mantendo acima dos 10 milhões de espectadores.  
Com o passar dos anos a Fox mudou o programa de dia várias vezes, o que fez com que a audiência se perdesse no caminho. Durante a sétima temporada a Fox colocou o programa as sexta-feiras (dia em que a séries geralmente tem uma audiência baixa na televisão americana), às 20h30. As sextas Malcolm tinha uma média de 3,5 milhões de telespectadores por semana, bem abaixo do que o programa conseguia. 
Em 13 de janeiro de 2006, a FOX anunciou que o programa iria mudar para os domingos, ás 19h00. Em 17 de janeiro de 2006, a FOX anunciou o cancelamento da série, com a exibição do episódio final às 20h30, em 14 de maio de 2006. O episódio final foi assistido por 7,4 milhões de espectadores.

## Recepção da crítica
O programa foi aclamado pela critica especializada. No Metacritic, a primeira temporada tem uma pontuação de 88 em 100, com base em 25 avaliações, indicando "aclamação universal". No Rotten Tomatoes a série completa tem uma aprovação de 97%, e a primeira temporada 100%. Em 2012 o programa entrou na lista "New TV Classics" da Entertainment Weekly, na 88º posição.

## Prêmios e indicações
Durante seu tempo no ar a série foi indicada a 94 prêmios. A atriz Jane Kaczmarek, que interpretou Lois, foi indicada sete vezes ao Emmy de "Melhor Atriz de Série de Comédia ou Musical". Cloris Leachman que interpreta sua mãe, foi indicada na categoria "Atriz Convidada" e ganhou duas vezes, em 2002 e 2006. 
O programa ganhou um total de 7 Emmys, e teve 33 indicações.
A série também conseguiu 7 indicações ao Globo de Ouro, incluindo as indicações de "Melhor Ator em Série de Comédia ou Musical" para Frankie Muniz, em 2000 e 2001. Venceu um "Peabody Award" de Excelência em 2000 e ganhou dois Satellite Awards de melhor ator e atriz em série de comédia ou musical, para Frankie Muniz e Jane Kaczmarek, respectivamente.